# Transsibérien (film, 2008)
Pour les articles homonymes, voir Transsibérien.
Pour plus de détails, voir Fiche technique et Distribution.
Transsibérien (Transsiberian) est un film britanno-germano-hispano-lituanien réalisé par Brad Anderson en 2008.

## Synopsis
Roy et Jessie, un couple d'américains, prennent le Transsibérien de Pékin à Moscou. Pendant le trajet, ils rencontrent Carlos, un Espagnol qui voyage avec son amie Abby, une jeune Américaine. Le paisible voyage va ainsi se transformer en une terrible descente aux enfers.

## Fiche technique
- Titre : Transsibérien
- Titre original : Transsiberian
- Réalisateur : Brad Anderson
- Décors : Alain Bainée
- Montage : Jaume Martí
- Langue : anglais, russe
- Genre : Thriller
- Durée : 111 minutes
- Sortie : 2008

## Distribution

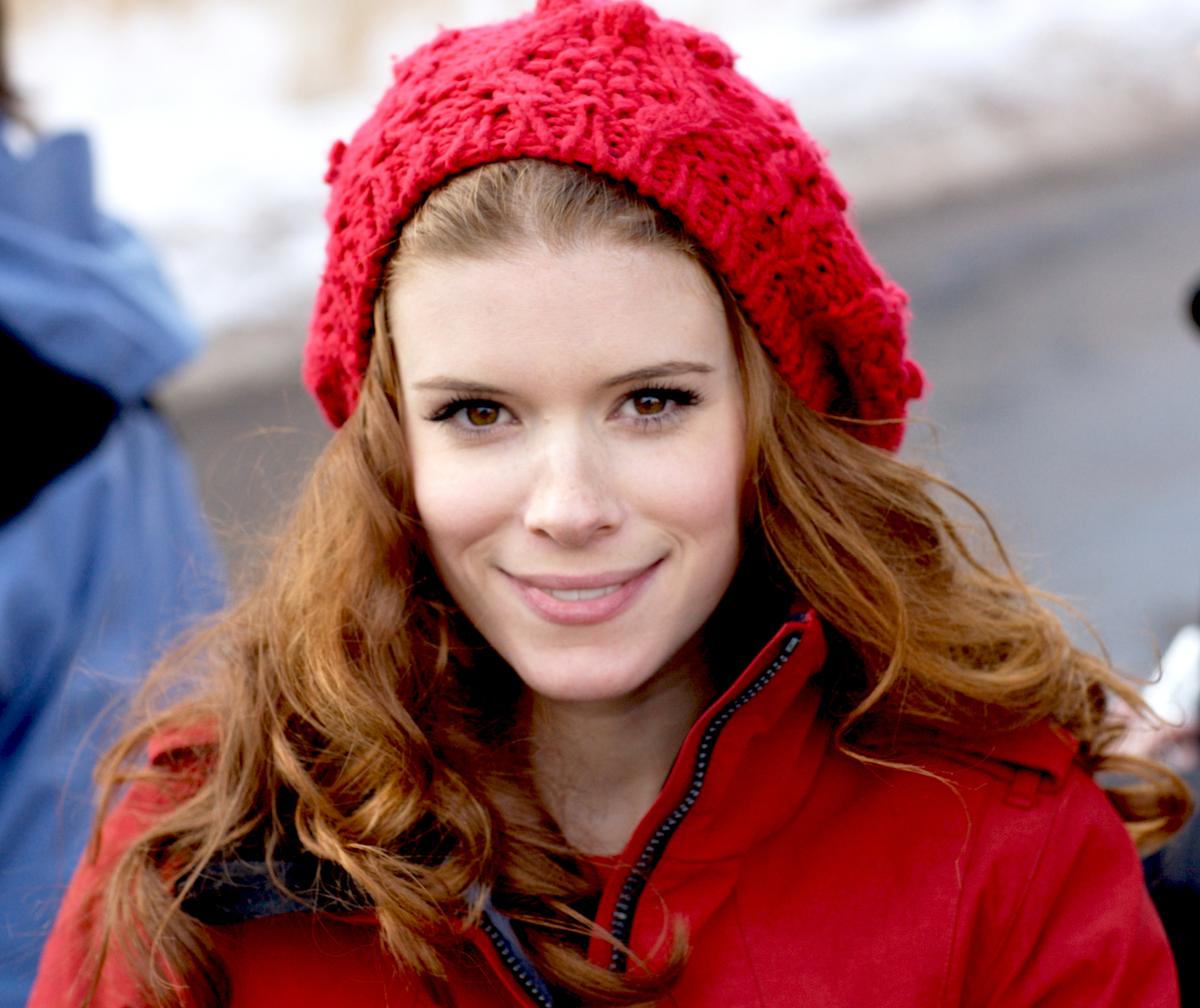
L'actrice Kate Mara à la première du film au Festival de Sundance 2008.

- Woody Harrelson (VFB : Alexandre Crépet) : Roy
- Emily Mortimer (VFB : Marcha Van Boven) : Jessie
- Kate Mara (VFB : Claire Tefnin) : Abby
- Eduardo Noriega (VFB : Philippe Allard) : Carlos
- Ben Kingsley : Grinko
- Thomas Kretschmann : Kolzak
- Étienne Chicot : le français
- Colin Stinton : l'agent consulaire

Source et légende : Version française (VF) sur le carton du doublage français sur le DVD zone 2.

## Autour du film
- Emily Mortimer et Ben Kingsley se retrouveront en 2010 dans Shutter Island.

## Récompenses
- Gaudí Award 2009 pour les meilleurs décors et le meilleur montage.